# Fidei Depositum
Fidei Depositum (Latijn voor De neerslag van het geloof, ook wel het Geloofsgoed of Geloofsschat) is een apostolische constitutie die paus Johannes Paulus II op 11 oktober 1992 uitvaardigde ter bevestiging van de Catechismus van de Katholieke Kerk. 
Zoals de titel van de constitutie al aangeeft, stelt de paus in deze constitutie dat de catechismus van de Katholieke Kerk de geloofsschat, het depositum fidei, betreft. Of, zoals in de eerste zin van de constitutie staat: De Heer heeft aan zijn Kerk de zending toevertrouwd het geloofsgoed te bewaren, een zending die zij te allen tijde vervult. De nieuwe catechismus, die even voor het verschijnen van de constitutie was uitgegeven, had de uitkomsten van het Tweede Vaticaans Concilie (1962-1965) verwerkt. De nieuwe catechismus kwam voort uit een bijzondere bisschoppensynode die de paus in 1985 bijeengeroepen had. In de constitutie wordt nadrukkelijk gesteld dat de catechismus is vernieuwd, vanuit de levende bronnen van het geloof. Even later heet het dat het geloof, dat altijd hetzelfde blijft, tevens de bron (is) van telkens nieuw licht
Fidei Depositum stelt de catechismus vast als een uiteenzetting van het geloof van de kerk en van de katholieke leer, bevestigd of verlicht door de heilige Schrift, de apostolische Overlevering en het kerkelijk leergezag.